# Монито
Монито (англ. Monito Island, исп. Islote Monito) — небольшой (0,147 км²) по площади необитаемый остров Пуэрто-Рико.

## География

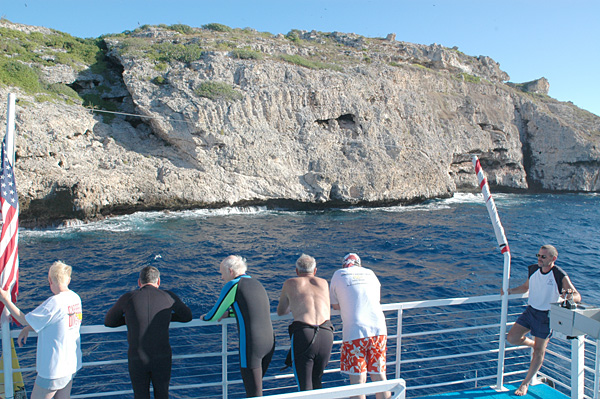

Находится в 5 км северо-западнее острова Мона. Часть муниципалитета Маягуэс. Является одним из трёх островов, располагающихся в проливе Мона.

## Флораифауна
Флора острова Монито насчитывает 37 видов, объединённых в 36 родов 27 семейств. Столь низкое число видов обусловлено небольшим размером острова, однообразностью рельефа и другими факторами. Многие виды растений, широко распространённые на острове Мона (например, орхидеи), не встречаются на данном острове. Основную часть флоры составляют низкорослые кустарники вида Capparis flexuosa, а также небольшие деревья видов Ficus citrifolia, Pithecellobium unguis-cati и Guapira discolor.
Самой обычной птицей острова является бурая олуша. Другими птицами, населяющими остров являются красноногая олуша, великолепный фрегат, ацтекская чайка, тёмная крачка, бурокрылая крачка и обыкновенная глупая крачка. Обычными животными острова являются чёрные крысы. На острове также были обнаружены ящерицы вида Anolis monensis, ранее считавшиеся эндемиками острова Мона. Земноводные на острове не известны.
Геккон вида Sphaerodactylus micropithecus является эндемиком острова Монито.